# Dicranoloma obesifolium
Dicranoloma obesifolium là một loài Rêu trong họ Dicranaceae. Loài này được (R. Br. bis) Broth. mô tả khoa học đầu tiên năm 1924.